# Мяоин
Мяоин (также известен как Белая пагода или Храм Белой пагоды; кит. трад. 妙應寺, упр. 妙应寺, пиньинь Miàoyìng Sì) — буддийский храм и монастырь в районе Сичэн Пекина, столицы Китая.

## История Мяоина
Храмы на этой территории строились ещё во времена династий Ляо и Юань. Знаменитая Белая ступа построена непальским скульптором Анико, также во времена династии Юань. Однако большинство современных построек датируются временами Империи Мин. Во времена Династии Мин храм также получил и своё современное название, Мяоин в переводе означает — Божественное Возмездие.
В 1976 году Таншаньское землетрясение принесло храмовому комплексу значительные разрушения. Верхушка пагоды покосилась, местами высыпались кирпичи из кладки. Поэтому в 1978 году были проведены масштабные восстановительные и реставрационные работы, во время которых были найдены также многие спрятанные ранее ценности.

## Белая пагода
Высота Белой пагоды составляет 50,9 м, форма её напоминает буддийскую чашу для подаяния. На пагоде расположены 7 железных обручей, выше расположена нависающая крыша диаметром 9,9 м, которая состоит из расположенных веером 40 медных пластинок. Также на ней подвешены 36 медных колокольчиков, которые на ветру издают мелодичный звон.

## Фотографии

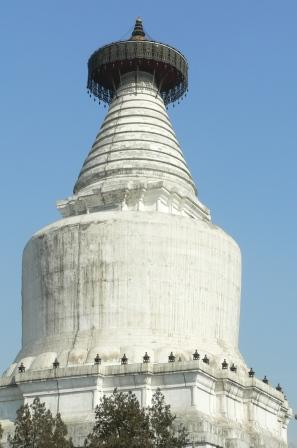
Белая пагода
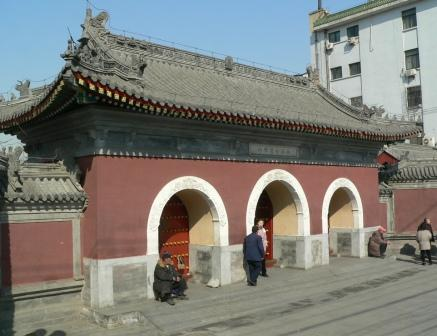
Ворота храма
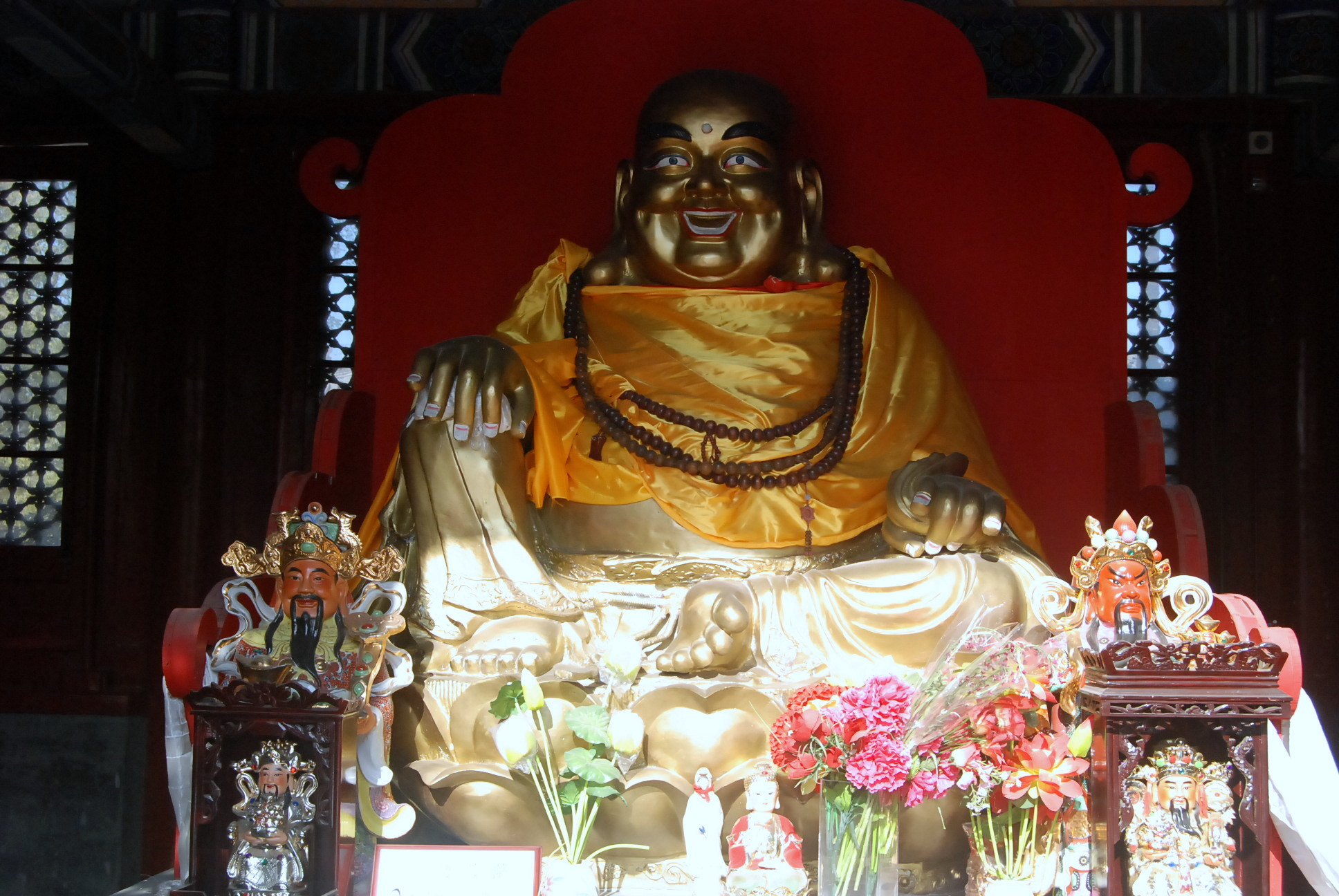
Статуя Будды-Майтреи в храме
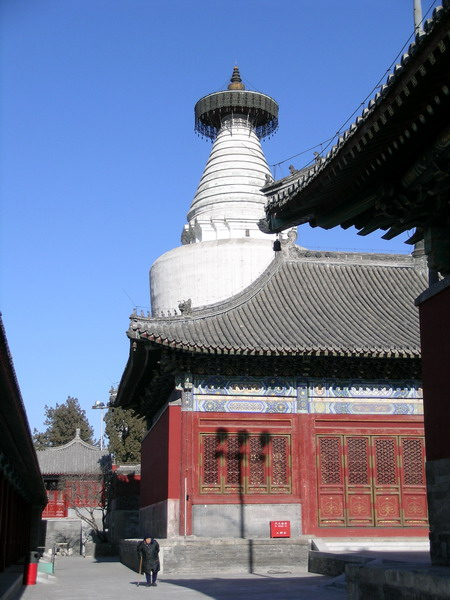
Вид на храм